# Hyacinthe Dusevel
Œuvres principales
Fondation de la "Feuille de Doullens". Création de la Société des lettres et arts de l'arrondissement de Doullens. Membre fondateur de la société des Antiquaires de Picardie. Inspecteur des monuments historiques du département de la Somme puis inspecteur du travail des enfants dans l'arrondissement d'Amiens.
François, Hyacinthe, Guy, Dusevel, né à Doullens le 12 septembre 1796 et mort à Senarpont le 5 avril 1881, est un avocat, archéologue, publiciste et historien régional.

## Biographie
Hyacinthe Dusevel est le fils de Jean Antoine Dusevel, homme de loi à Doullens et de Marie Josèphe Dumetz. Issu d'une famille de six enfants, il s'est marié le 23 octobre 1853 à Abbeville avec Flore Isabelle Marie Guillaume qui décèdera à Paris en 1869.

## Travaux
Il a fondé la "Feuille de Doullens", a créé la Société des lettres et arts de l'arrondissement de Doullens, a été membre fondateur de la société des Antiquaires de Picardie. Il a été inspecteur des monuments historiques du département de la Somme puis est devenu inspecteur du travail des enfants dans l'arrondissement d'Amiens.

## Publications
Quarante-six documents sont répertoriés sur le site de la Bibliothèque nationale de France :
- De l'Administration de la justice criminelle et de la police à Amiens pendant le XVe siècle[2] ;
- L'église Saint-Martin de Doullens depuis la fin du XVe siècle jusqu'à nos jours ;
- Les Joueurs de farces à Amiens, fragment d'une histoire de Picardie ;
- Lettres sur le département de la Somme[3] ;
- Notice historique et descriptive de l'église cathédrale de Notre-Dame d'Amiens...
- Souvenir du musée de M. Boucher de Perthes d'Abbeville.